# Аврамов, Семён
Семён Аврамов (1696—1735) — российский дипломат. Коллежский секретарь (1723).

## Биография
Происходил из крепостных астраханского коменданта М. И. Чирикова.

## Дипломатическая служба

### При Петре I
С детства знал персидский язык. В 1716 году через Астрахань в Персию проезжало посольство А. П. Волынского. Недовольный своим переводчиком — «дураком и пьяницей» — Волынский взял с собой 20-летнего Семёна. На переговорах с персидскими вельможами Аврамов оказался общительным, наблюдательным, умело добывал нужные сведения, поэтому при отъезде в сентябре 1717 года из Исфахана (в то время — столица Персии) Волынский оставил его здесь для сбора сведений о торговле и содействия купцам. Также Аврамов осведомлял Петра I о всех событиях, происходящих в Персии.
В начале 1718 года Аврамов вместе с посольством вернулся домой, однако царь Пётр снова отправил его консулом в Исфахан. Вместе с назначенным в Шемаху консулом А. П. Баскаковым Аврамов должен был установить, «коликое число в тех провинциях купечества и поселян, и от чего болше пожитки имеют, и в чём их интерес состоит, и что с них собираетца шаху в год доходов». В октябре 1721 года Аврамов прибыл в прикаспийскую провинцию Гилян, в начале 1722 года отправился в Казвин.
19 июня 1722 император Пётр I, готовя Персидский поход, прибыл в Астрахань, откуда прислал инструкцию Аврамову, по которой консул должен был объяснить шаху Хусейну Солтану, что российское войско идёт «не для войны с Персией, а для искоренения бунтовщиков, которые нам обиду сделали». Персии предлагалась помощь в изгнании врагов при условии передачи России «некоторых по Каспийскому морю лежащих провинций». Но на полпути в Исфахан Аврамов узнал о том, что шах отрёкся от престола, передав корону предводителю вторгшихся в страну афганцев «Мир Махмуду». Аврамов передал предложение Петра о союзе сыну шаха Тахмаспу II, обосновавшемуся в Казвине и провозгласившему себя шахом, но просить Тахмаспа II об уступке провинций не рискнул. В декабре 1722 года в Гиляне высадился отряд полковника И. А. Шипова. Аврамов уговорил визиря Мамеда Али-бека впустить русские войска в столицу провинции Решт.
В феврале 1723 года Мамед Али-бек и соседние ханы объявили Шипову, что «не могут терпеть более пребывания его с войском в их земле». В это время в Решт прибыл мехмандар Измаил-бек, отправленный Тахмаспом II во главе персидского посольства в Санкт-Петербург. Когда же Тахмасп II узнал о том, что российские войска заняли Дербент, он отправил в Решт курьера для того, чтобы вернуть посольство. Благодаря Аврамову гонец был перехвачен. Сам Аврамов отправился в Петербург. В мае 1723 года он доложил Петру I о положении дел в Персии и привёз образцы интересовавших Петра персидских товаров.
12 сентября 1723 года Пётр I и Измаил-бек заключили договор, по которому император обязался восстановить шаха на престоле, но за эту помощь к России отходили «в вечное владение города Дербент, Баку со всеми к ним принадлежащими и по Каспийскому морю лежащими землями и местами, такожде и провинции Гилян, Мазендеран и Астрабат».
16 сентября Пётр I отправил его вместе с Борисом Мещерским в Персию добиваться ратификации договора. По пути им приходилось отбиваться от разбойников. Переговоры с Тахмаспом II закончились ничем.

### В послепетровское время
5 ноября 1725 года министры императрицы Екатерины I предписали Аврамову вновь ехать к Тахмаспу II за ратификацией договора. В случае отказа шаху было велено напомнить, что империя может подумать «об уставлении другого правительства в Персии». Консул провёл в ставке шаха с мая 1726 по январь 1729 года. Консул приобрел доверительность шаха: тот называл его «мой Семён» и назначил производителем «разных водок» и поставщиком двора по части алкогольных напитков. В результате летом 1728 года Аврамову удалось уговорить Тахмаспа II утвердить договор 1723 года. Соответствующая грамота была послана командующему в Гиляне В. Левашову, но гонцы были задержаны в Астрабаде.
Когда войсками полководца Надир-шаха были освобождены от афганских захватчиков Тегеран и Казвин, в январе 1729 года Аврамов отправился с персидским послом в Решт.
В 1730 году снова был послан в Персию с объявлением о воцарении Анны Иоановны. Тем временем в российском правительстве пришли к пониманию того, что удержать прикаспийские провинции за Россией будет тяжело. В 1731 Тахмасп II начал войну с Османской империей, с которой собиралась воевать и Россия, поэтому пришлось пойти на уступки Персии. В январе 1732 года был заключен договор, и российские войска стали покидать Гилян. Перед отъездом Левашов снова направил Аврамова в качестве резидента в Исфахан, чтобы склонять Надир-шаха, обладавшего к тому моменту всей полнотой власти в Персии, к продолжению войны с Османской империей. В январе 1734 года новый посол в Персии С. Д. Голицын просил Аврамова любой ценой удержать Надир-шаха от мира с османами. Вскоре после этого резидент скончался.